# Peixe-fita-do-Atlântico
O peixe-fita-do-atlântico (Zu cristatus), é uma espécie de peixe-fita cosmopolita, podendo ser encontrado em todos os mares tropicais e temperados do mundo. Sua localidade tipo é dada como o Golfo de La Spezia, na costa da Itália, sendo descrito em 1819 pelo ornitologista e entomologista italiano Franco Andrea Bonelli. Está taxonomicamente relacionado com os Regalecidae (Peixes-remo) e Lampridae (Peixes-sol).
Os juvenis são translúcidos com listras escuras pelo corpo, além de possuir barbatanas filamentosas, que o ajudam a se mimetizarem como se fossem sifonóforos, vivem a deriva em águas abertas e costeiras, sendo comumente vistos próximos a superfície durante a noite. Já os adultos são mais robustos, com um corpo prateado e barbatanas avermelhadas, habitando águas profundas durante o dia e voltando para a superfície durante a noite para se alimentar de plâncton.

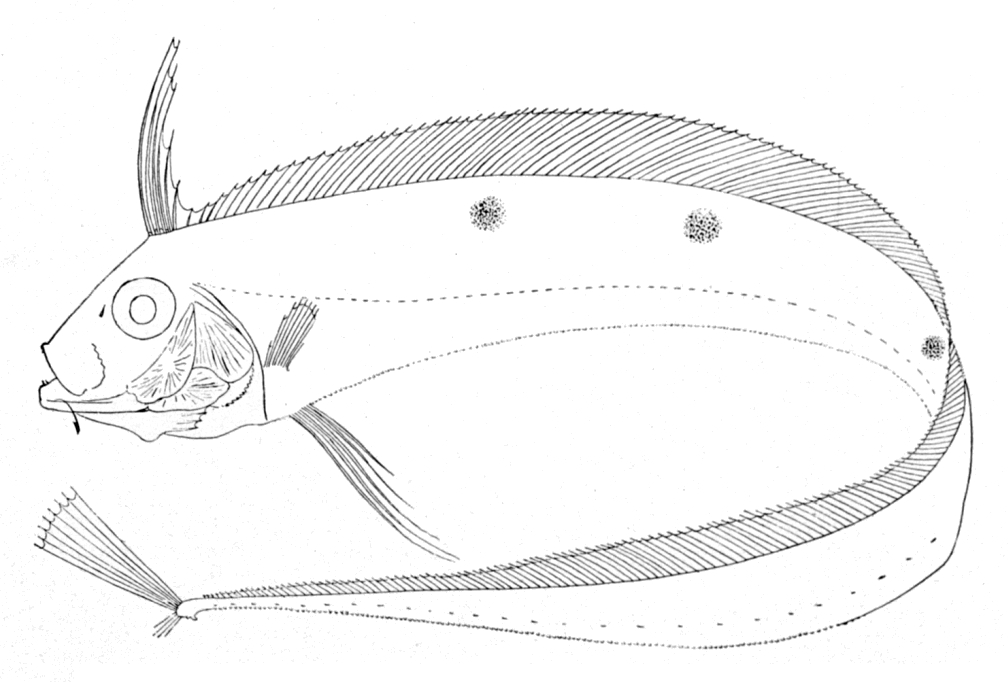
Ilustração de espécime adulto.

É uma espécie cosmopolita, sendo encontrado em águas tropicais e temperadas pelo mundo, sendo visto no Oceano Atlântico em todo Mar Mediterrâneo para a costa africana, para as ilhas insulares de Santa Helena e Ascenção, nas Américas é reportado dês da costa da Flórida, EUA, para o Mar do Caribe até o Panamá e Suriname, na América do Sul. No Oceano Índico é reportado em Kwazulu-Natal, na África do Sul para o Egito. No Oceano Pacífico é encontrado no Japão e China para ilhas da Micronésia e Havaí para Austrália e Nova Caledônia, com alguns avistamentos no Mar de Coral.